# Henrique Abranches
Henrique Abranches, född 29 september 1932 i Lissabon i Portugal, död 8 augusti 2004 i Sydafrika, var en angolansk författare, antropolog och arkeolog. Han var pionjär inom seriekonsten i både Algeriet och Angola.

## Biografi

### Bakgrund
Henrique Abranches föddes i Lissabon 1932. Redan vid unga år började han måla och teckna, och detta intresse varade livet ut. Vid femton års ålder fick han följa med sina föräldrar på en resa till en stad i bergen i södra Angola – Lubango. Han blev förtjust i naturen och Herero-kulturen och bestämde sig att studera Angola mera ingående. Men först måste han avsluta sin gymnasieutbildning i Lissabon..
På 1950-talet återvände Abranches till Angola. Han fick angolanskt medborgarskap och började studera etnografi och antropologi med bas i Luanda. Nu började också hans karriär som bildkonstnär och författare. Han skrev i flera kulturtidskrifter, bland annat i tidskriften Angolas ursprungsfolk där António Jacinto var redaktör. Han blev medlem i det nybildade underjordiska kommunistpartiet och började involvera sig i kampen för ett fritt Angola.

### Kamp för Angolas självständighet
Strax efter revolten den 4 februari 1961 arresterades Abranches av den ökända säkerhetspolisen, PIDE. Efter tortyr i fängelset São Paulo do Luanda utvisades han till Portugal. Men snart var PIDE honom på spåren igen, och han fick fly ut ur landet varefter han kom till Paris. Där träffade han Marió Andrade och Agostinho Neto, vilka båda var engagerade i Folkets befrielsefront för Angola – MPLA. Neto gav honom i uppdrag att resa till Algeriet – nyligen självständigt från Frankrike – och där grunda ett Centrum för angolanska studier tillsammans med författaren Pepetela.. Detta skulle komma att fungera som ett organ för forskning och information och vägledning för MPLA. I exilen startade han också en ungdomstidning som publicerade  tecknade serier.
Abranches återvände inte till Angola förrän 1973, då han anslöt sig till MPLA:s väpnade kamp.

### Författarskap
Abranches författarskap är mycket omfattande. Det täcker det mesta från facklitteratur inom historia och socialantropologi till skönlitteratur, romaner och poesi. Han var pionjär och gjorde en stor insats för Afrikas tidiga utveckling inom seriekonsten, både i Algeriet och i Angola.
Två av romanerna – A konkhava de Feti (1981) och O clã de novembrino (1989) – tilldelades Angolas litteraturpris. Han började skissa på A konkhava de Feti redan i fängelset 1961, men det dröjde ett par decennier innan den kunde publiceras.

### Senare år
Efter självständigheten blev Abranches chef för olika angolanska museer, inklusive för etnografiska museet och Slavmuseet. Han var lärare vid den juridiska fakulteten vid Universitetet Agostinho Neto i Luanda. Han var med och grundade angolanska författarförbundet UEA och föreningen för bildkonstnärer, UNAP.
Henrique Abranches drabbades av en stroke under en resa i Sydafrika. Han behandlades vid ett sjukhus, men livet gick ej att rädda och han dog den 8 augusti 2004.

## Eftermäle
Pepetela har kallat Abranches för "O Homem dos Sete Talentos (på svenska: Mannen med sju talanger)" och menar att Abranches under hela sitt kreativa liv har uttryckt sin konst i många former.
Inför Abranches 71-årsdag utgav förlaget Chá de Caxinde i Luanda en biografi med titeln Henrique Abranches – O homem dos sete talentos.